# Palazzo Resta Pallavicino
Palazzo Resta Pallavicino è un edificio barocco con facciata neoclassica di Milano situato in via Conservatorio al civico 7. È sede della facoltà di scienze Politiche, economiche e sociali dell'Università degli Studi di Milano.

## Storia e descrizione
Acquistato nel 1724 dal nobile Carlo Resta, passato poi alla famiglia dei marchesi Pallavicino l'intero venne quasi completamente ricostruito. La facciata neoclassica su via Conservatorio, venne rifatta tra il 1837 e il 1839, periodo nel quale vennero rinnovati anche gli interni, come dimostrano le sale affrescate del primo piano nobile, tra le quali spicca la cappella gentilizia dell'edificio. Il palazzo fu gravemente danneggiato dai bombardamenti del 1943, e l'architetto Emilio Lancia, solamente a partire dal 1946 iniziò i lavori di recupero e di restauro delle sale del primo piano.